# Libri
LIBRI, spol. s r.o. Praha je nakladatelství zaměřené na humanitní obory, encyklopedie, historické vědy, archeologii, geografii, historickou geografii, mytologii, religionistiku a další společenské vědy.
Libri bylo založeno na přelomu let 1992/93, spolupracuje se špičkovými odborníky a publicisty, přičemž se vždy snaží, aby texty byly přínosné pro zainteresované specialisty a zároveň napsané přístupně pro širší laické publikum, tak jak to zobrazuje i logo firmy (váhy). Také produkce není zaměřená jen na české země, ale přináší informace i o dalších státech a světovém kulturním dědictví. Naprostá většina autorů píše česky a převážně přímo na objednávku LIBRI (včetně krajanů v USA či Velké Británii), další autoři jsou ze Slovenska, ale i jiných zemí, což platí především pro členy autorských kolektivů.
Od února 2011 sídlí LIBRI na Praze 2 - Vyšehrad, Neklanova 27. Mediálním partnerem nakladatelství je ČRo 3-Vltava a časopis Souvislosti.[zdroj?]
Nakladatelství, jeho publikace i autoři získali celou řadu prestižních ocenění. Do roku 2018 vydalo nakladatelství přes 600 titulů, mnoho z nich bylo vydáno opakovaně.

## Edice (výběr)
- Základní řada
- Odborná řada
- Historická řada
- Dějiny českých zemí
- Naše dědictví
- Slovníky spisovatelů
- Stručná historie států

## Internetové encyklopedie
Nakladatelství Libri na svých stránkách volně zpřístupňuje „databáze“, elektronické verze svých vybraných encyklopedií:
- KDO BYL KDO – čeští a slovenští orientalisté, afrikanisté a iberoamerikanisté
- Encyklopedie mostů v Čechách, na Moravě a ve Slezsku
- Český film – Herci a herečky